# Prodotiscus
Prodotiscus Sundevall, 1850, è un genere di uccelli insettivori tropicali della famiglia Indicatoridae (ordine Piciformes).

## Descrizione
Gli appartenenti a questo genere sono tutti uccelli di colore grigio, con le parti superiori grigie o grigio-verdi e le parti inferiori da grigio a grigio biancastro. Sono tra i membri più piccoli della famiglia degli Indicatòridi e hanno pecchi più sottili rispetto agli altri membri di questa famiglia.

## Distribuzione e habitat
Il genere Prodotiscus è diffuso in Africa subsahariana.

## Sistematica
Il genere comprende le seguenti specie:
- Prodotiscus insignis (Cassin, 1856) - indicatore di Cassin
- Prodotiscus zambesiae Shelley, 1894, - indicatore dorsoverde
- Prodotiscus regulus Sundevall, 1850, - indicatore di Wahlberg